# Bird Island Nature Reserve
Cet article possède un paronyme, voir Bird Island (homonymie).
La réserve naturelle de Bird Island Nature Reserve est située sur une île à environ cent mètres de la station balnéaire de Lamberts Bay dans la commune de Cederberg, district de West Coast, dans la province du Cap occidental en Afrique du Sud.
L'île de trois hectares est reliée au continent par une digue. L'île est un élément important de nidification et de repos pour des cormorans et surtout pour les fous du Cap (Morus capensis). Alors qu´un petit groupe de manchots du Cap (Spheniscus demersus) s´y est établi, les otaries à fourrure d´Afrique du Sud se trouvent du côté de la mer (A. pusillus). Cet espace protégé est géré par CapeNature.

## Spécificités
L´approche des oiseaux peut se faire jusqu´à quelques mètres de près car ils sont habitués aux visiteurs. C´est ainsi que ces visiteurs peuvent expérimenter le contact direct avec eux en assistant à la parade nuptiale. Des milliers d'oiseaux émettent cependant des sons très forts et peuvent produire d´autre part une grande quantité de guano frais. On peut non seulement trouver un musée du guano dans le nouveau bâtiment du centre d'accueil, mais également un coffee-shop, un aquarium et une petite piscine pour manchots.
L'île est l'un des six endroits au monde où les fous du Cap se reproduisent mais aussi l´unique endroit où ils sont faciles d´accès. Le guano a été démantelé de l'île entre 1888 et 1990 lorsqu'un quai brise-lames reliant l'île au continent fut construit en 1959 car des chats domestiques ayant accès aux oiseaux nicheurs y avaient causé beaucoup de dommages. 
En décembre 2005, un groupe d´otaries à fourrure s´est attaqué à la colonie de fous du Cap. Ils ont mangé et écrasé plus de deux cents oiseaux. C´est ainsi que toute la colonie a fui. Cela représenta une baisse de 65 pour cent du tourisme de Lamberts Bay. Après quelques semaines, les fous du Cap revenaient encercler encore une fois leur ancien site de nidification, mais ils n´atterrirent qu´à plusieurs kilomètres, où ils n´étaient plus du tout accessibles aux touristes jusqu´à ce que quelqu'un suggère de mettre en place de faux oiseaux ayant la forme de fous du Cap sur le site abandonné, pour attirer à nouveau les oiseaux. Ceci avait également été possible grâce aux chasseurs qui ont utilisé de faux canards. La ville a commandé un artiste local pour personnaliser deux cents fous du Cap en plastique par la suite et qui ont été placés sur l'ancienne écloserie dans des nids. En quelques heures, les premiers fous sont revenus et ont commencé à jeter les prétendus rivaux de leurs nids. Le succès semblait être durable. Ainsi en 2007, il y avait déjà plus de dix mille fous
sur l'île.